# HMS Diadem (84)
HMS Diadem (84) là một tàu tuần dương hạng nhẹ của Hải quân Hoàng gia Anh thuộc lớp Dido được đưa ra hoạt động trong Chiến tranh Thế giới thứ hai. Năm 1956, nó được bán cho Hải quân Pakistan và hoạt động lần lượt dưới những cái tên Babur và Jahangir cho đến khi ngừng hoạt động vào năm 1985.

## Thiết kế và chế tạo
Diadem được chế tạo theo một thiết kế của lớp Dido được cải tiến, đôi khi gọi là Dido Nhóm 2 hoặc nhóm phụ Bellona, chỉ với bốn tháp pháo 5,25 inch thay vì năm, và một dàn hỏa lực phòng không được cải tiến. Nó được chế tạo tại xưởng đóng tàu của hãng R and W Hawthorn tại Hebburn-on-Tyne, Anh Quốc; được đặt lườn vào ngày 15 tháng 12 năm 1939. Nó được hạ thủy vào ngày 21 tháng 8 năm 1942, và được đưa ra hoạt động vào ngày 6 tháng 1 năm 1944.

## Lịch sử hoạt động
Khi được đưa vào hoạt động, Diadem đã phục vụ hộ tống Đoàn tàu vận tải Bắc Cực và bảo vệ cho các cuộc tấn công bằng tàu sân bay nhắm vào thiết giáp hạm Đức Tirpitz vào những tháng đầu năm 1944. Nó nằm trong thành phần Lực lượng G hỗ trợ cho bãi Juno trong cuộc đổ bộ Normandy vào tháng 6; và sau cuộc đổ bộ đã thực hiện các chuyến tuần tra tấn công các tàu bè Đức chung quanh bờ biển Brittany, cùng các tàu khu trục đánh chìm chiếc Sperrbrecher 7 ngoài khơi La Rochelle vào ngày 12 tháng 8. Nó quay trở lại vùng biển phía Bắc vào tháng 9, nơi nó hộ tống các đoàn tàu vận tải đi đến Nga và bảo vệ cho các cuộc không kích bằng tàu sân bay xuống các tuyến đường hàng hải của Đức dọc theo bờ biển Na Uy, cũng như trực tiếp thực hiện các cuộc càn quét. Trong một đợt càn quét như vậy, có tàu tuần dương HMS Mauritius tháp tùng vào ngày 28 tháng 1 năm 1945, Diadem đã đối đầu với ba tàu khu trục Đức, gây hư hại cho chiếc Z31. Nó tiếp tục ở lại cùng Hải đội Tuần dương 10 cho đến sau chiến tranh, rồi phục vụ cùng Hạm đội Nhà cho đến năm 1950. Chiếc tàu tuần dương được đưa về lực lượng dự bị từ năm 1950 đến năm 1956.
Vào năm 1956 Diadem được thỏa thuận để bán cho Pakistan; và sau khi được tái trang bị nó được chuyển giao cho Hải quân Pakistan vào ngày 5 tháng 7 năm 1957, được đổi tên thành Babur. Sau đó nó còn được đổi tên một lần nữa thành Jahangir, và được cải biến thành một tàu huấn luyện học viên hải quân vào năm 1961. Cuối cùng con tàu được cho ngừng hoạt động năm 1985.